# Акарай

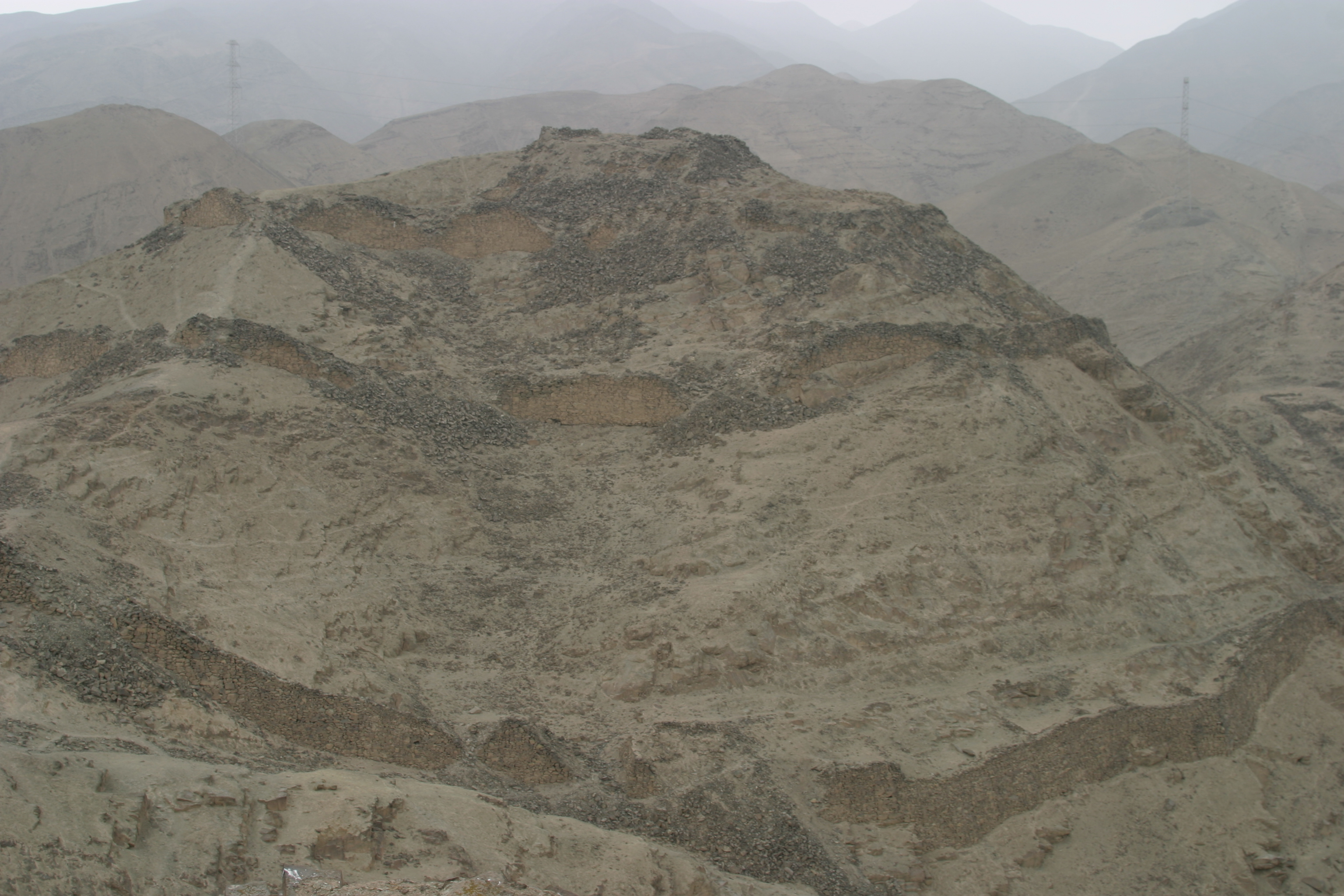
Остатки крепости на вершине холма

Акарай, Acaray — археологический памятник в Перу. Эта крепость находится в долине реки Уаура на севере Перу в регионе Норте-Чико. Крепость расположена на трёх холмах, каждый из которых окружён по периметру несколькими оборонительными стенами с парапетом и бастионами. Вокруг холма были расположены жилые районы и кладбище, которые к настоящему времени почти полностью разграблены, что создаёт трудности с датировкой крепости и решением вопроса о её культурной принадлежности. В крепости обнаружено большое количество красно-чёрной керамики культуры Чанкай, однако сама крепость, судя по другим находкам, была сооружена существенно раньше, в годы существования империи Уари.

## История исследований
Внимание к крепости Акарай привлёк немецкий археолог Ханс Хоркхаймер, опубликовавший в 1962 г. статью в перуанском журнале Caretas. Он назвал её «крепость Уаура» (Fortaleza de Huaura), и назвал её подлинной крепостью, в отличие от расположенного рядом памятника культуры Чиму Парамонга на реке Пативилька, по поводу которой он усомнился, что та являлась оборонительным сооружением. Хоркхаймер обратил внимание на наличие большого количества речной гальки, найденной рядом с Акараем, которая могла использоваться для метания из пращи. Систематические раскопки начались с 1970-х годов.